# Drosophila hystricosa
Drosophila hystricosa är en tvåvingeart som beskrevs av Elmo Hardy och Kenneth Y. Kaneshiro 1969. Drosophila hystricosa ingår i släktet Drosophila och familjen daggflugor.
Artens utbredningsområde är Hawaii.